# Ouratea tumacoensis
Espèce
Classification phylogénétique
Statut de conservation UICN

 VU B1+2c : Vulnérable
Ouratea tumacoensis est une espèce de plantes à fleurs de la famille des Ochnaceae. C'est un arbuste originaire de Colombie.   

## Répartition
L'espèce est endémique au département de Nariño en  Colombie.